# Ben Sherwood
Ben Sherwood (Los Angeles, 12 de fevereiro de 1964) é um escritor, jornalista e produtor estadunidense. Ele foi presidente do Disney-ABC Television Group e co-presidente da Disney Media Networks. Sherwood foi ex-presidente da ABC News.
Ele é autor do livro A Morte e Vida de Charlie St. Cloud que segue a jornada de um jovem que sobrevive a um terrível acidente de carro, em que o seu irmão mais novo morre. Em 2010 foi adaptado ao cinema e transformado em um filme estrelado por Zac Efron, e dirigido por Burr Steers.